# Helen Macdonald
Helen Macdonald (Chertsey, 1970) è una scrittrice e naturalista britannica.

## Biografia
Nata a Chertsey, contea del Surrey, nel 1970, è ricercatrice in storia della scienza all'Università di Cambridge.
Figlia di un fotografo del Daily Mirror e di una giornalista di quotidiani locali, ha compiuto gli studi a Cambridge e ha lavorato ad Abu Dhabi come addestratrice di falchi da caccia prima di tornare in Inghilterra ad insegnare.
Con il suo terzo romanzo Io e Mabel, racconto della sua iniziazione alla falconeria come superamento dell'improvvisa perdita del padre, ha ottenuto numerosi riconoscimenti tra i quali il Miglior libro pubblicato nel 2015 secondo Amazon e il Premio letterario Merck Serono l'anno successivo.
Ha lavorato come ricercatrice al Jesus College e come falconiera professionista e studiosa di rapaci in vari progetti di conservazione in Eurasia.

## Opere

### Romanzi
- Falcon (2006)
- Io e Mabel, ovvero L'arte della falconeria (H is for Hawk, 2014), Torino, Einaudi, 2016 traduzione di Anna Rusconi ISBN 978-88-06-21338-1.

### Saggi
- Voli vespertini e altri saggi su ciò che la natura ci insegna (Vesper Flights, 2020), Torino, Einaudi, 2022 traduzione di Anna Rusconi ISBN 978-88-06-25194-9.

### Raccolte di poesie
- Simple objects (1993)
- Shaler's Fish (2001)

## Alcuni riconoscimenti
- Costa Book Awards: 2014 vincitrice con Io e Mabel, ovvero L'arte della falconeria
- Baillie Gifford Prize: 2014 vincitrice con Io e Mabel, ovvero L'arte della falconeria
- Prix du Meilleur livre étranger: 2016 vincitrice con Io e Mabel, ovvero L'arte della falconeria
- Premio letterario Merck Serono: 2016 vincitrice con Io e Mabel, ovvero L'arte della falconeria